# Vera Rockline
|                                                         |  |  |
| Vera Rockline, links zelfportret 1922, rechts foto 1923 |  |  |

Vera Nikolajevna Rockline, geboren Schlezinger (Russisch: Вера Николаевна Рохлина, Vera Nikolajevna Rochlina) (Moskou, 1896 - Parijs, 4 april 1934) was een Russisch kunstschilderes, vanaf 1921 werkend in Parijs.

## Leven en werk
Vera Schlezinger werd geboren als dochter van een Russische vader van Duitse komaf en een Franse moeder. Ze studeerde aanvankelijk in het atelier van Ilja Masjkov te Moskou en later bij Aleksandra Ekster te Kiev. In deze periode werkte ze vooral in een abstracte stijl, met duidelijke invloeden vanuit het kubisme. Ook werd ze beïnvloed door het werk van Henri Matisse en Paul Cézanne. In 1918-1919 had ze veel succes tijdens diverse grote exposities in Moskou.
In 1919 huwde Vera met een Fransman genaamd Rockline, met wie ze in 1920 naar Parijs verhuisde. Ze vestigde zich in Montparnasse en schakelde over op een sensitieve, meer door het impressionisme beïnvloede stijl, minder abstract, met vloeiende lijnen, in een subtiel uitgebalanceerd kleurenpalet. Veel succes had ze met haar naakten en halfnaakten.
Rockline verkeerde in de jaren twintig en dertig in vooraanstaande Parijse kringen van kunstenaars en intellectuelen. Modeontwerper Paul Poiret bewonderde haar en kocht diverse van haar schilderijen. Ze was nauw bevriend met kunstschilderes Zinaida Serebriakova. Haar schilderijen waren te zien op belangrijke exposities, onder andere in de Salon d'Automne, samen met werk van Kees van Dongen, Amedeo Modigliani, Pablo Picasso, Henri Matisse en Jacqueline Marval. De bekende kunstcriticus Marius-Ary Leblond schreef lovende kritieken over haar.
Rockline stond bekend als een rusteloze, dromerige vrouw, voortdurend op zoek naar een zekere stabiliteit in haar leven. Uiteindelijk heeft ze die niet gevonden en in 1934 benam ze zichzelf het leven, 38 jaar oud. Vanaf 2002 worden diverse van haar werken tentoongesteld in het Parijse museum Elles de Montparnasse, samen met werk van onder meer Tamara de Lempicka, Marie Laurencin, Chana Orloff, Sonia Delaunay-Terk en Natalja Gontsjarova. Haar schilderij De kaartspelers bracht in 2008 bij Christie's ruim twee miljoen Britse pond op.

## Galerij

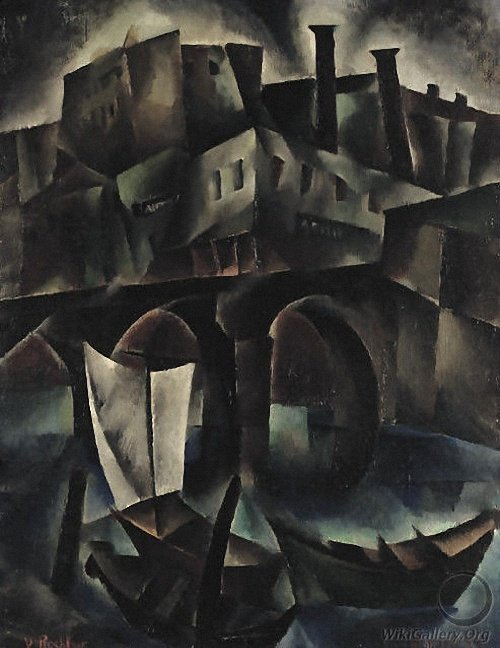
Gezicht op Tbilisi
De kaartspelers
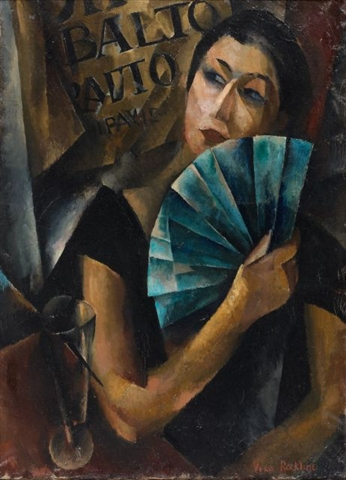
Jonge vrouw met blauwe waaier
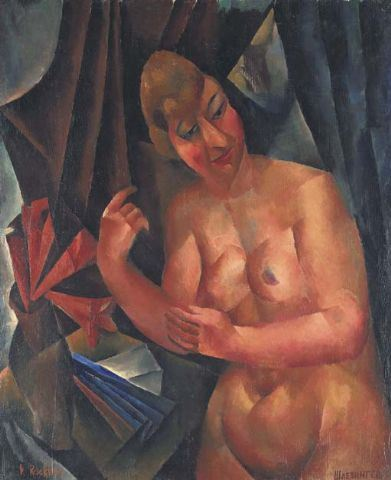
Naakt in een blauw interieur
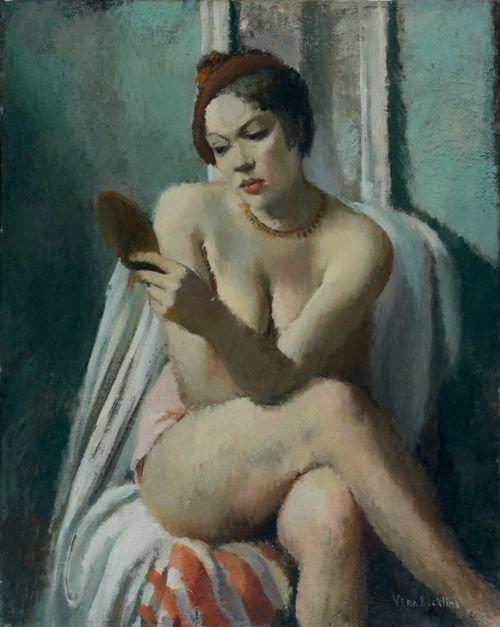
Zittend naakt met spiegel

## Noot
1. ↑  Zie Biografische informatie op website particuliere veilingen[dode link]
2. ↑  Zie website Christies

- Bibliothèque nationale de France: cb17133256t (data)
- International Standard Name Identifier: 0000 0000 6803 6959
- RKD-Nederlands Instituut voor Kunstgeschiedenis: 67478
- Système universitaire de documentation: 098323326
- Union List of Artist Names: 500110210
- Virtual International Authority File: 96507397
- WorldCat: E39PBJxhgXMf7X7kY4Fy9ryGHC